# Franziska Prade
Franziska Prade (* 8. März 1989) ist eine deutsche Schwimmerin. Ihre Spezialdisziplin ist das Freistilschwimmen, vor allem die längeren Strecken über 400 und 800 Meter. Sie schwimmt zusammen mit Daniela Götz und Teresa Rohmann bei der SSG 81 Erlangen. Seit Oktober 2009 studiert Franziska Prade Medizintechnik an der Friedrich-Alexander-Universität Erlangen-Nürnberg.

## Erfolge
Mit der SSG 81 Erlangen erreichte sie bei den Deutschen Mannschaftsmeisterschaften Schwimmen (DMS) 2006 und 2007 den 2. Platz und 2005 den 3. Platz in der Bundesliga.
Im Jahr 2005 erschwamm sie zusammen mit Antje Mahn, Nadine Stresing und Sophie Dietrich bei den Junioren-Europameisterschaften in Budapest den Titel über die 4 × 200-m-Freistilstaffel.
Im Jahr 2006 folgte dann in Berlin der Deutsche Meistertitel über 4 × 100 m Freistil in der Staffel mit Daniela Götz, Elisabeth Krüger und Laura Vanek. Dazu kamen die Jahrgangsmeistertitel über 400, 800 und 1500 m Freistil, zusätzlich ein dritter Platz in ihrem Jahrgang über 200 m Freistil.
Im Laufe der letzten Jahre konnte Franziska Prade außerdem mehrere Titel bei Süddeutschen Meisterschaften und bei den Bayerischen Meisterschaften erringen. Unter anderem ist sie Bayerische Meisterin 2006 über 400, 800 und 1500 m Freistil. Im Jahr 2007 konnte sie ihre Titel über 400 und 800 m Freistil verteidigen.
| Personendaten    | Personendaten        |
| ---------------- | -------------------- |
| NAME             | Prade, Franziska     |
| KURZBESCHREIBUNG | deutsche Schwimmerin |
| GEBURTSDATUM     | 8. März 1989         |